# La Vileta (Claramunt)
La Vileta era una masia i antiga caseria del poble de Claramunt, a l'antic terme de Fígols de Tremp, pertanyent actualment al municipi de Tremp.